# 戕后星
戕后星（179 Klytaemnestra）是由美国天文学家詹姆斯·克雷格·沃森于1877年11月11日在美国安娜堡底特律天文台发现的主带小行星。
小行星179以希腊神话中斯巴达皇后海伦的双胞胎姊妹、迈锡尼国王阿伽门农的妻子克吕泰涅斯特拉命名。